# Teresa de Lauretis
Teresa De Lauretis (Bolonya, 1938) és una teòrica feminista que ha realitzat importants contribucions als estudis de gènere, queer, cinematogràfics així com a la psicoanàlisi. Traduïda a més de disset idiomes, De Lauretis és coneguda internacionalment per ser autora d'influents llibres tals com Alice Doesn't (1984), Technologies of Gender (1987) i per haver encunyat l'expressió teoria queer (1990) per marcar una discontinuïtat radical en l'epistemologia i polítiques sexuals feministes-LGBT. Actualment és Distingida Professora Emèrita per University of Califòrnia, Santa Cruz.

## Trajectòria
De Lauretis és Doctora en Modern Languages and Literatures per Universitat de Bocconi (Milan-Itàlia). En 1985 va ingressar com a docent de postgrau en el prestigiós Departament d'Història de la Consciència en la Universitat de Califòrnia-Santa Cruz, integrant el staff al costat d'Hayden White, Donna Haraway, Angela Davis i James Clifford.
Ha estat Professora Visitant en universitats del Canadà, Alemanya, Itàlia, Suècia, Àustria, Croàcia, França, Espanya, Països Baixos, Polònia, Argentina, Xile així com de diverses pertanyents als Estats Units, entre d'altres. Ha obtingut el Doctorat Honoris causa per Universitat de Lund i Universitat Nacional de Còrdova, entre altres reconeixements i distincions universitàries. En 2010 va obtenir el Distinguished Career Award per la Society for Cinema and Mitjana Studies.
Autora de més de cent assajos i nombrosos llibres, inclosos en diverses antologies, De Lauretis ha escrit sobre semiòtica, psicoanàlisi, cinema, literatura, gènere i teoria feminista tant en anglès com en italià. Els seus llibres més destacats se centren en la representació cinematogràfica de les dones, teoritzant la espectatoriedad del cinema, la producció del cos i la seva implantació sexe-genèrica. De Lauretis és editora des de 1986 de la prestigiosa revista 'Feminist Studies/Critical Studies', des d'on ha impulsat un feminisme radical amb una nova lectura de la societat.
Producte de la trobada del feminisme amb Michel Foucault, i en el context dels efervescents debats entre constructivistes i esencialistes durant els anys 80, De Lauretis irromprà amb categories que tracen un abans i després en la teoria feminista, com és el cas de 'subjectes excèntrics' i el de 'tecnologies del gènere', obrint espai a nous universos de coneixements i agenciaments polítics. Va ser la primera persona a utilitzar el terme "teoria Queer" per accentuar les discontinuïtats amb els estudis gais i lesbians; però ho va abandonar per jutjar que la paraula 'queer' havia estat ensenyorida per pràctiques teòriques i fins i tot mercatològiques que la van buidar del seu contingut polític. Al llarg d'aquests últims anys De Lauretis s'ha centrat a revisar els treballs de Sigmund Freud i Jean Laplanche concernents a la pulsió de mort, suggerint el que denomina "queeritat de la pulsió" i analitzant la negativitat i l'impuls anti-social de la mateixa.